# 한국여성단체연합
한국여성단체연합(약칭 여성연합)은 대한민국의 진보적인 여성단체들의 연합체이다. 1987년 2월 18일 창립하였다. 여성미래센터에 입주해 있다.

## 개요
한국여성단체연합은 성평등 사회 실현, 남녀공동참여 사회 실현, 여성 복지 실현, 민주 사회 실현, 통일 사회 실현, 여성운동단체 간의 협력과 조직적 교류 등을 도모하기 위해 1987년 2월 18일 창립하였다.
그러나 검찰 수사 결과 고 박원순 전 서울시장의 성추행 피소 사실 유출 과정에 여성단체 대표가 포함됐다는 사실이 드러나자, 여성인권이 아닌 정치 권력의 편 서왔던 여성운동을 되돌아 봐야 한다는 여론이 있다

## 연혁
- 1986년 부천경찰서 성고문 사건을 계기로 '여성단체연합 성고문대책위원회'로 활동 시작
- 1987년 한국여성단체연합 설립
- 1996년 법인허가(보건복지부 등록)

## 주요 사업
- 성차별적 법, 제도 개선활동
- 가부장적 의식, 관행 개혁활동
- 여성의 인권증진 활동
- 여성고용 촉진 및 평등고용 및 일과 생활 양립을 위한 제도, 의식개선 활동
- 여성의 복지 및 여성건강권 확충 활동
- 보육과 교육의 공공성 확대 요구 활동
- 풀뿌리 여성운동 확산을 위한 지원활동
- 한반도 평화정착 및 통일을 위한 여성의 역할 증진활동 등

## 조직
한국여성단체연합은 7개 지부 28개 회원단체로 구성되어 있는 연합조직이다.(2012년 3월 기준) 한국여성단체연합의 주요 의사결정은 이사회와 임원회의를 통해 이뤄지며 이사회의 구성은 전국 7개 지부 28개 단체의 대표자들로 구성되어 있고 임원 회의는 한국여성단체연합의 임원들로 구성되어 있다.

### 대표
제11대 대표는 김금옥(상임), 정문자(공동)이며, 2014년 1월에 취임하였다. 임기는 3년이다.
- 역대 대표

제1대 이우정
제2대 이이효재
제3대 조화순
제4대 한명숙, 이영순, 이미경
제5대 지하은희, 한명희
제6대 지하은희, 신혜수, 이오경숙
제7대 정현백, 남윤인순, 이강실
제8대 남윤인순, 박영미, 정현백
제9대 남윤인순, 박영미
제10대 권미혁, 김경희, 김금옥
제11대 김금옥, 정문자
제12대 백미순, 김영순, 최은순
제13대 김민문정

## 관련 행사

### 3.8 세계여성의날
1908년 3월 8일에 미국 뉴욕에서 여성 섬유노동자들이 저임금과 노동조건 개선, 참정권 등을 요구하며 가두시위를 펼쳤다. 그 이후 매년 3월 8일, 각 국에서 이를 기념하며 행사를 개최하였다. 대한민국에서는 여성단체를 중심으로 1985년부터 매년 개최하였고, 1987년 한국여성단체연합 창립 이후에는 한국여성단체연합이 주최하였다.

## 사건 및 논란

### 군 복무 학점제 반대
2014년 박근혜 정부는 군 복무를 마친 대학생들에게 학점을 인정해주는 방안을 추진했다. 한국여성단체연합(대표 백미순)은 군 복무 학점제가 여성이나 장애인 등 제대군인이 아닌 사람을 차별하는 정책이며, 군 복무에 대한 보상은 여성이나 장애인에 대한 차별을 초래하지 않으면서 대학을 다니지 않는 제대군인에게도 돌아갈 수 있는 방식으로 이루여져야 한다며 반대했다.

## 같이 보기
- 한국여성재단
- 한국여성민우회
- 한국여성의전화
- 올해의 여성운동상
- 성평등 디딤돌상
- 성평등 걸림돌상